# Bothropolys victorianus
Bothropolys victorianus är en mångfotingart som beskrevs av Chamberlin 1925. Bothropolys victorianus ingår i släktet Bothropolys och familjen stenkrypare. Inga underarter finns listade i Catalogue of Life.